# Ludgeřovice
Ludgeřovice település Csehországban, a Opavai járásban. Ludgeřovice Ostrava, Hlučín, Šilheřovice és Markvartovice településekkel határos. Lakosainak száma 4980 fő (2024. január 1.).

## Népesség
A település lakosságának változását az alábbi diagram mutatja:
| Lakosok száma | 1471 | 2566 | 3250 | 4544 | 4603 | 4650 | 4794 | 4919 | 4827 | 4980 |
|               | 1869 | 1900 | 1921 | 1961 | 1980 | 2011 | 2016 | 2019 | 2021 | 2024 |